# Neal Walk
Neal Eugene Walk (Cleveland, 29 luglio 1948 – Phoenix, 4 ottobre 2015) è stato un cestista statunitense, professionista nella NBA e in Serie A.

## Carriera
Venne selezionato dai Phoenix Suns al primo giro del Draft NBA 1969 (2ª scelta assoluta).

## Palmarès
- NCAA AP All-America Second Team (1968)
- NCAA AP All-America Third Team (1969)